# Caspiana
Caspiana is een geslacht van kevers uit de familie bladkevers (Chrysomelidae).
De wetenschappelijke naam van het geslacht werd in 1977 gepubliceerd door Lopatin.

## Soorten
- Caspiana armata Lopatin, 1978